# Punat
Punat es un municipio ubicado en el oeste de Croacia en el condado de Primorje-Gorski Kotar. El poblado se emplaza en las costas del Mar Adriático en la isla de krk

## Geografía
Se encuentra a una altitud de 15 m s. n. m. a 191 km de la capital nacional, Zagreb.

## Demografía
En el censo 2011 el total de población del municipio fue de 1 973 habitantes, distribuidos en las siguientes localidades:
- Punat - 1 860
- Stara Baška -  113

| Gráfica de población de Punat 1857-2011                             |
|                                                                     |
| Según los censos de población de la oficina estadística de Croacia. |